# Vita Andersen
Vita Andersen (født 29. oktober 1942 i København, død 20. juli 2021) var en dansk dramatiker, digter og romanforfatter.
Hendes debutsamling Tryghedsnarkomaner (1977) som var et af de første lyriske værker på dansk der benyttede knækprosa formen. Novellesamlingen Hold Kæft og vær smuk (1978) vakte meget medieopmærksomhed på grund af de usædvanligt store salgstal på over 125.000 eksemplarer, og skildringen af det moderne kvindeliv. Hendes bøger er oversat til flere sprog, og hun har modtaget mange priser. I 1979 modtog hun Boghandlernes Gyldne Laurbær for sin populære novellesamling Hold kæft og vær smuk.

## Barndom og opvækst
Hun var datter af Aage Neutzsky-Wulff og halvsøster til Erwin Neutzsky-Wulff. Mens Vita Andersen voksede op, var hun anbragt uden for hjemmet i tre år, på børnehjem og i familiepleje hos sin moster. Hun skrev ud fra sine egne erfaringer, og hendes romaner handler om børn, og voksnes svigt af børn. De temaer, der behandles, kan ofte være ret barske, fx psykisk sygdom.
Vita Andersen var i en periode gift med Mogens Camre, med hvem hun har tre børn.
Vita Andersens skuespil findes bevaret i Dramatisk Bibliotek på Det Kongelige Bibliotek.

## Hædersbevisninger
- 1979: De Gyldne Laurbær, boghandlernes pris
- 1987: kritikerprisen
- 1987: LOs kulturpris
- 1991: Gyldendalprisen
- 1993: Tagea Brandts Rejselegat